# Асхва
Асхва́ (рос. Асхва, чув. Асхва) — присілок у складі Канаського району Чувашії, Росія. Входить до складу Асхвинського сільського поселення.
Населення — 1046 осіб (2010; 1138 у 2002).
Національний склад:
- чуваші — 96 %